# ホタル・カリフォルニア
『ホタル・カリフォルニア』は、日本のバンド、サザンオールスターズのライブ・ビデオ。発売元はビクターエンタテインメント/TAISHITAレーベル。

## 解説
1995年8月5日と8月6日に横浜で行われたコンサート『スーパー・ライブ・イン・横浜 ホタル・カリフォルニア』を収録したビデオ。
このライブでは桑田の電話でのオファーを受けて西城秀樹がゲスト出演した。
タイトルはイーグルスの楽曲「ホテル・カリフォルニア」をもじったもので、西城はそのセンスを「さすが、桑田さん」と評している。

## 評価
西城は自身の出番の後もこのライブを客席で楽しんでおり「桑田さんも、メンバーも、ファンも本当にステキだった」と語っている。特に桑田がライブで客席に向かって発した「ありがとよ」という言葉に関しては「決してサービスコメントではない」「デビュー以来一七年間、心から応援してくれたファンへの心からの『ありがとう』だと思った」と評している。一方の桑田も後述のエンディングで西城を「素晴らしいエンターテイナー、ロッカー」と称えた。
西城の訃報が報じられたことを受け、桑田は2018年5月20日放送の自身のラジオ番組『桑田佳祐のやさしい夜遊び』（TOKYO FM）で、西城を追悼するコメントを述べ、ライブでのエピソードや西城の人柄を語ったうえで、生歌のコーナーで「YOUNG MAN (Y.M.C.A.)」を歌唱した。また、2018年5月26日に行われた西城の告別式にサザンオールスターズ名義で弔電を届けている。

## 収録曲
1. OVER・TURE
サイドカーに乗って松田弘・野沢秀行・大森隆志・関口和之・原由子が登場した後[注 1]、白いキャデラックのオープンカーの座席でふんぞり返っていた星条旗柄衣装の覆面男が「激しい恋」に乗せて登場。男はステージ上で覆面を脱ぎ、西城秀樹の姿を現す[3]。
2. YOUNG MAN (Y.M.C.A.)
ゲストの西城が歌唱。最後に「YOUNG MAN!」ならぬ「アンパンマン!」と叫んで[注 2]曲が終了し、サザン恒例の「スタンド!」「アリーナ!」の呼びかけをしていると、黒い中国服姿の桑田佳祐がばいきんまんのお面を着けミニバイクに乗って登場[注 3][6]。
このオープニングになった経緯として当初はサザンのみでこの曲を歌おうとしていたが[注 4]、酒を飲むにつれて、本人が出てくれないかと盛り上がり、ダメもとで電話でのオファーになったことが語られている[1]。
3. いなせなロコモーション
4. みんなのうた
イントロに、サビをアレンジしたパートが追加されている[3]。
5. シュラバ★ラ★バンバ
6. My Foreplay Music
冒頭にギターソロのパートが追加されている[3]。
7. 気分しだいで責めないで
8. 夕方 Hold On Me
9. C調言葉に御用心
10. 涙のキッス
11. GIRLS ON THE BEACH 〜 栞のテーマ
12. いとしのエリー

MC
1. ゆけ!!力道山
2. YOU
3. 愛は花のように (Olé!)
4. 鎌倉物語
原の子供時代や学生時代の写真が流れる[3]。
5. 希望の轍
曲に入る直前にラッパのアレンジが追加[3]。
6. 鬼太鼓囃子[注 5] 〜 ニッポンのヒール
鬼太鼓囃子に乗ってメンバーが踊りながらサブステージに移動。18曲目と19曲目はアコースティック編成となり、原も桑田と大森に交じってアコースティックギターを弾いていた[3]。
7. チャコの海岸物語
終盤では桑田が1982年の『第33回NHK紅白歌合戦』で見せた三波春夫の物真似を再現した[3]。
8. あなただけを 〜Summer Heartbreak〜
2番の歌詞にある「海岸で」の部分を「横浜で」に変えている[3]。
9. 夕陽に別れを告げて
10. 真夏の果実
11. ミス・ブランニュー・デイ
12. フリフリ'65
13. ボディ・スペシャルII
14. マンピーのG★SPOT
15. 勝手にシンドバッド
1番の歌詞にある「砂交じりの茅ヶ崎」の部分を「横浜」に変えている[3]。
西城が『ホタル・カリフォルニア』のロゴマークがあしらわれた浴衣を着用して再びステージに登場しており、桑田を肩車する一幕もあった[2]。

アンコール
1. 女呼んでブギ
2. Ya Ya (あの時代を忘れない)
エンディングでは出演者全員が集まり、桑田が「西城秀樹とそのグループでしたぁ! サザンだぁ!!」と西城をメインに出して名前を叫び、花火が打ち上がる中、全員で繋いだ手を高く上げてステージを退場した[3]。

ボーナストラック
1. 赤鼻のトナカイ
桑田・大森・関口・原・松田の順に歌唱している。一番は原曲通りだが、二番の歌詞は野沢が過去についた「アマゾン川には体長1メートルにもなる巨大なセミがおり、人を持ち上げて飛ぶ」という嘘に関するネタになっている。なお、当の野沢は歌唱に参加しておらず、歌唱後にトナカイの着ぐるみを着用して登場するオチのコントであった。桑田は冒頭でこのトラックを「1995年年末特別公演[注 6] サザンオールスターズによる赤鼻のトナカイ」と題している[3]。

※実際の公演で演奏されたエロティカ・セブンとLOVE KOREAの2曲はカットされている。

## 参加ミュージシャン
- サザンオールスターズ
  - 桑田佳祐 - ボーカル・ギター
  - 大森隆志 - ギター・バックボーカル
  - 関口和之 - ベース・バックボーカル
  - 松田弘 - ドラム・バックボーカル
  - 原由子 - キーボード・ボーカル
  - 野沢秀行 - パーカッション・バックボーカル
- サポートメンバー
  - 片山敦夫 - キーボード
  - 包国充 - サクソフォーン・フルート
  - 小林正弘 - トランペット
  - 前田康美 - コーラス
  - 朝川朋之 - ハープ
  - 高安錬太郎 - コンピューターオペレーション
- スペシャルゲスト
  - 西城秀樹
  - 鬼太鼓座